# Pimelea stricta
Pimelea stricta är en tibastväxtart som beskrevs av Carl Daniel Friedrich Meisner. Pimelea stricta ingår i släktet Pimelea och familjen tibastväxter. Inga underarter finns listade i Catalogue of Life.